# Hamza El Din
Hamza El Din (en arabe : حمزة علاء الدين) (né le 10 juillet 1929 et mort le 22 mai 2006) est un joueur de oud et chanteur originaire de Nubie en Égypte.

## Biographie
Né dans le village de Toshka, près de Wadi Halfa, il est considéré par certains comme le père de la musique nubienne contemporaine. Ayant reçu à l'origine une formation d'ingénieur électricien à l'Université du Caire, il changea de direction et étudia la musique. Comme une majorité de la Nubie égyptienne, son village natal fut inondé pour la construction du haut barrage d'Assouan dans les années 1960, suscitant chez lui la vocation de préserver et de promouvoir sa culture. Avant la construction du barrage, il se livra à un véritable travail de collecte du patrimoine oral nubien afin que ce dernier ne disparaisse pas lors de la dispersion des différents villages. À la même époque, ses performances attirèrent l'attention du groupe Grateful Dead, de Joan Baez et de Bob Dylan ce qui lui permit d'obtenir un contrat d'enregistrement et d'émigrer aux États-Unis.
Son disque Escalay : The Water Wheel, enregistré en 1968, est connu pour être le premier à bénéficier d'une sortie et d'une audience aussi large dans le monde occidental. Ce même disque est célébré par plusieurs compositeurs minimalistes américains, dont Steve Reich et Terry Riley, comme faisant partie de leurs influences.
Durant les années 1980 et 1990, El Din a occupé plusieurs postes d'enseignement musical près de San Francisco. Peu avant son décès, Hamza El Din a prêté son talent pour la composition d'un morceau de la bande originale de Babel (film, 2006) du réalisateur Alejandro González Iñárritu intitulé "The Visitors" et joué avec Kronos Quartet.
Il est décédé à l'hôpital de Berkeley, Californie, le 22 mai 2006 à la suite de complications après une opération chirurgicale de la vésicule biliaire.
En 2018 Bachar Mar-Khalifé lui consacre un album d'hommage : The Water Wheel – A Tribute to Hamza El Din.

## Discographie
- 1964 – Newport Folk Festival 1964. Evening Concerts, Vol. 2. "Desse Barama [Peace]"
- 1964 – Music of Nubia
- 1965 – Al Oud
- 1971 – Escalay: The Water Wheel
- 1978 – Eclipse
- 1982 – A Song of the Nile
- 1990 – Journey
- 1990 – Nubiana Suite: Live in Tokyo
- 1992 - Pieces of Africa. "Escalay: The Water Wheel" avec Kronos Quartet
- 1995 – Lily of the Nile
- 1996 – Available Sound: Darius
- 1996 – Muwashshah
- 1999 – A Wish